# Олимпийская деревня (остановочный пункт, Краснодарский край)
Олимпийская деревня (до 2014 — Мирный) — остановочный пункт Северо-Кавказской железной дороги. Расположена в микрорайоне Мирный посёлка городского типа Сириус Краснодарского края Россия.

## Описание
На станции существуют 2 посадочные платформы, частично крытые. Билетные кассы отсутствуют.

## История
Построена в феврале 2007 под названием Мирный, для членов Международного олимпийского комитета, которые на автомотрисе РА2 передвигались для осмотра места строительства Олимпийского парка.
Переоборудована и переименована к Олимпийским играм 2014 года. Используется также как смотровая площадка на Имеретинскую низменность.